# ラブンス
Lovenseは、 VR コンテンツに連動して振動したり、ライブチャットの課金チップに合わせて振動するラブグッズを開発する、香港発祥（現在シンガポールに本社を移籍）のメーカーである。全てのおもちゃはBluetoothおよびインターネット経由でスマホからコントロールできるため、地球の裏側からでもおもちゃをコントロールできる。
日本では、株式会社TechHabitsが2020年3月から輸入販売を行っている。
同社は、創設者が遠距離恋愛をしていた2009年に設立され  、当時はテレディルドニクスへの関心が高まっていた時期でもあった。 2013年には、最初のアプリでコントロールできるおもちゃである「Max」と「Nora」 が発売された。   2015年、クラウドファンディングサイトIndieGogoで調達した$ 100,000の支援を受けて、「Lush」をリリース。それ以来、Lovenseは、遠距離恋愛中のカップル、バーチャルYouTuber(VTuber)、ゲームファン、ライブチャットのパフォーマーなどに愛用されている。また、アプリケーションの仕様がオープンAPIとして公開されているため、世界の多くのボランティア開発者により、同社のおもちゃに対応したアプリケーションが開発されている。 
主に、海外ライブチャットにてパフォーマーが使用するおもちゃとして、同社の製品が採用されることが多い。日本国内では、バーチャル風俗店「X-Oasis」でキャストとゲストとのリアルタイムコミュニケーションに試験的に使用されている。また、2021年1月には、FC2のライブチャットにて行われたVTuberの配信実験で、1時間に11万円以上のチップ収入を記録。2021年2月には20万円以上のチップ収入が記録された。